# Paranthura nordenstami
Paranthura nordenstami is een pissebed uit de familie Paranthuridae. De wetenschappelijke naam van de soort is voor het eerst geldig gepubliceerd in 2003 door Brian Frederick Kensley.